# Agnese del Maino
Agnese del Maino, född 1401, död 13 december 1465, var en milanesisk adelsdam, mätress till Milanos hertig Filippo Maria Visconti och mor till Bianca Maria Visconti, som 1450 blev hertiginna av Milano.
Agnese del Maino var dotter till greve Ambrogio del Maino, polismästare i Milano, och hennes bröder var hovmän hos hertigen av Milano. Hon blev själv älskarinna till hertigen, Filippo Maria Visconti, och ska ha varit den enda han verkligen älskade trots hans två äktenskap. År 1425 födde hon parets enda överlevande barn, dottern Bianca Maria. Hon fick sedan bosätta sig på slottet Abbiategrasso med dottern, där de levde i lyx. paret fick ännu en dotter, men hon avled kort efter födseln. Agnese närvarade när dottern blev bortgift med Francesco Sforza under stora festligheter 1441. När Filippo Maria Visconti avled 1447 utan ett enda barn förutom sin utomäktenskapliga dotter, Bianca Maria, utropades den ambrosianska republiken. Agnese del Maino lyckades övertala Matteo Da Bologna, som höll den milanesiska staden Pavia, att överlämna staden till hennes svärson Francesco Sforza. Samma år avslutades republiken även i själva staden Milano och hennes dotter och svärson blev hertig och hertiginna av Milano. Agnese del Maino deltog sedan vid hovlivet i Milano till sin död.